# Chỉ số phát triển con người
- Rất cao (≥ 0.800)
  Cao (0.700–0.799)
  Trung bình (0.550–0.699)
- Thấp (≤ 0.549)
  Không có dữ liệu

- Rất cao
- Cao
- Trung bình
- Thấp
- Không có dữ liệu

- ≥ 0.900
  0.850–0.899
  0.800–0.849
  0.750–0.799
  0.700–0.749
  0.650–0.699
  0.600–0.649
  0.550–0.599
  0.500–0.549
  0.450–0.499
  0.400–0.449
  ≤ 0.399
  Không có dữ liệu

Bản đồ thế giới phân loại chỉ số phát triển con người (dựa trên dữ liệu năm 2021, công bố năm 2022).

Một phiên bản khác của bản đồ các quốc gia với chỉ số phát triển con người với gia số 0,050 (dựa trên dữ liệu năm 2021, xuất bản năm 2022)

Bản đồ các quốc gia với chỉ số phát triển con người với gia số 0,050 (dựa trên dữ liệu năm 2021, xuất bản năm 2022)

Chỉ số phát triển con người (Human Development Index - HDI) là chỉ số so sánh, định lượng về mức thu nhập, tỷ lệ biết chữ, tuổi thọ và một số nhân tố khác của các quốc gia trên thế giới. HDI giúp tạo ra một cái nhìn tổng quát về sự phát triển của một quốc gia. Chỉ số này được phát triển bởi một nhà kinh tế người Pakistan là Mahbub ul Haq và nhà kinh tế học người Ấn Độ Amartya Sen vào năm 1990.

## Quan điểm phát triển con người
Phát triển con người chính là, và phải là, sự phát triển mang tính nhân văn. Đó là sự phát triển vì con người, của con người và do con người.
Quan điểm phát triển con người nhằm mục tiêu mở rộng cơ hội lựa chọn cho người dân và tạo điều kiện để họ thực hiện sự lựa chọn đó (có nghĩa là sự tự do). Những lựa chọn quan trọng nhất là được sống lâu và khỏe mạnh, được học hành và có được một cuộc sống ấm no.
Năm đặc trưng của quan điểm phát triển con người là:
1. Con người là trung tâm của sự phát triển.
2. Người dân là mục tiêu của phát triển.
3. Việc nâng cao vị thế của người dân (bao gồm cả sự hưởng thụ và cống hiến).
4. Chú trọng việc tạo lập sự bình đẳng cho mọi người dân về mọi mặt: tôn giáo, dân tộc, giới tính, quốc tịch, màu da...
5. Tạo cơ hội lựa chọn tốt nhất cho người dân về: kinh tế, chính trị, xã hội, văn hóa...

## Cách tính HDI (mới)
HDI là một thước đo tổng quát về phát triển con người. Nó đo thành tựu trung bình của một quốc gia theo ba tiêu chí sau:
1. Sức khỏe (LEI): Một cuộc sống dài lâu và khỏe mạnh, đo bằng tuổi thọ trung bình.
2. Tri thức (EI): Được đo bằng số năm đi học bình quân (MYSI) và số năm đi học kỳ vọng (EYSI).
3. Thu nhập: Mức sống đo bằng GNI bình quân đầu người (II).

Chỉ số của các tiêu chí trên được tính bằng các công thức sau: (cách tính này được UNDP áp dụng từ năm 2010)
- Chỉ số tuổi thọ trung bình (LEI) được đo bằng tuổi thọ trung bình của một quốc gia.

{\displaystyle LEI={\frac {{\textrm {LE}}-20}{85-20}}}

- Chỉ số học vấn (EI) là trung bình cộng của chỉ số đi học bình quân và chỉ số đi học kỳ vọng.

{\displaystyle EI={\frac {{\textrm {MYSI}}+{\textrm {EYSI}}}{2}}}
Trong đó:
- Chỉ số năm đi học bình quân (MYSI) được tính là: {\displaystyle MYSI={\frac {\textrm {MYS}}{15}}}
- Chỉ số năm đi học kỳ vọng (EYSI) được tính là: {\displaystyle EYSI={\frac {\textrm {EYS}}{18}}}

Chỉ số thu nhập (II)
{\displaystyle II={\frac {\ln({\textrm {GNI/ng}})-\ln(100)}{\ln(75.000)-\ln(100)}}}
Từ 3 chỉ số trên, ta có công thức tính chỉ số HDI như sau:
{\displaystyle {\textrm {HDI}}={\sqrt[{3}]{{\textrm {LEI}}\cdot {\textrm {EI}}\cdot {\textrm {II}}}}.}
LE: Tuổi thọ trung bình
MYS: Số năm đi học bình quân (số năm mà một người trên 25 tuổi đã bỏ ra trong giáo dục chính quy)
EYS: Số năm đi học kỳ vọng (số năm học dự kiến cho trẻ em dưới 18 tuổi)
GNI/ng: Tổng sản lượng quốc gia bình quân đầu người được tính theo sức mua tương đương quy ra đôla Mỹ.

## Chỉ số Phát triển Con người HDI 2022 (báo cáo 2024)
Báo cáo Phát triển Con người 2015 được UNDP (Chương trình Phát triển Liên Hợp Quốc) công bố vào ngày 14 tháng 12 năm 2015, các giá trị trong bảng được tính toán dựa trên cơ sở dữ liệu năm 2014. Dưới đây là danh sách 49 nước có chỉ số rất cao:
Chú giải:
- = tăng.
- = giữ nguyên.
- = giảm.
- Số trong ngoặc là số hạng điều chỉnh của một quốc gia (tăng hoặc giảm) so với năm 2014.

Chú ý: Do Macau và Đài Loan không phải là thành viên của UNDP, nên HDI của 2 nước này không được UNDP tính toán. Việc tính toán chỉ số HDI ở Macau và Đài Loan là do chính phủ hai nước thực hiện.
| Hạng                                | Hạng                     | Quốc gia                                | HDI                                 | HDI                                         |
| Dữ liệu năm 2022 (Báo cáo năm 2024) | Thay đổi so với năm 2021 | Quốc gia                                | Dữ liệu năm 2022 (Báo cáo năm 2024) | Tăng trưởng trung bình hằng năm (2010–2024) |
| ----------------------------------- | ------------------------ | --------------------------------------- | ----------------------------------- | ------------------------------------------- |
| 1                                   | Giữ nguyên               | Thụy Sĩ                                 | 0.962                               | 0.19%                                       |
| 2                                   | Giữ nguyên               | Na Uy                                   | 0.961                               | 0.19%                                       |
| 3                                   | Giữ nguyên               | Iceland                                 | 0.959                               | 0.56%                                       |
| 4                                   | (3)                      | Hong Kong                               | 0.952                               | 0.44%                                       |
| 5                                   | (3)                      | Australia                               | 0.951                               | 0.27%                                       |
| 6                                   | Giữ nguyên               | Đan Mạch                                | 0.948                               | 0.34%                                       |
| 7                                   | (2)                      | Thụy Điển                               | 0.947                               | 0.36%                                       |
| 8                                   | (6)                      | Ireland                                 | 0.945                               | 0.40%                                       |
| 9                                   | (5)                      | Đức                                     | 0.942                               | 0.16%                                       |
| 10                                  | (1)                      | Hà Lan                                  | 0.941                               | 0.24%                                       |
| 11                                  | Giữ nguyên               | Phần Lan                                | 0.940                               | 0.29%                                       |
| 12                                  | (1)                      | Singapore                               | 0.939                               | 0.29%                                       |
| 13                                  | (2)                      | Bỉ                                      | 0.937                               | 0.25%                                       |
| 13                                  | (3)                      | New Zealand                             | 0.937                               | 0.15%                                       |
| 15                                  | (2)                      | Canada                                  | 0.936                               | 0.25%                                       |
| 16                                  | (1)                      | Liechtenstein                           | 0.935                               | 0.22%                                       |
| 17                                  | (3)                      | Luxembourg                              | 0.930                               | 0.18%                                       |
| 18                                  | (3)                      | Vương quốc Liên hiệp Anh và Bắc Ireland | 0.929                               | 0.17%                                       |
| 19                                  | Giữ nguyên               | Nhật Bản                                | 0.925                               | 0.27%                                       |
| 19                                  | (3)                      | Hàn Quốc                                | 0.925                               | 0.35%                                       |
| 21                                  | (3)                      | Hoa Kỳ                                  | 0.921                               | 0.10%                                       |
| 22                                  | Giữ nguyên               | Israel                                  | 0.919                               | 0.25%                                       |
| 23                                  | (4)                      | Malta                                   | 0.918                               | 0.58%                                       |
| 23                                  | (1)                      | Slovenia                                | 0.918                               | 0.28%                                       |
| 25                                  | (4)                      | Áo                                      | 0.916                               | 0.14%                                       |
| 26                                  | (9)                      | Các Tiểu vương quốc Ả Rập Thống nhất    | 0.911                               | 0.80%                                       |
| 27                                  | Giữ nguyên               | Tây Ban Nha                             | 0.905                               | 0.38%                                       |
| 28                                  | (3)                      | Pháp                                    | 0.903                               | 0.27%                                       |
| 29                                  | (3)                      | Cyprus                                  | 0.896                               | 0.41%                                       |
| 30                                  | (1)                      | Ý                                       | 0.895                               | 0.13%                                       |
| 31                                  | (2)                      | Estonia                                 | 0.890                               | 0.30%                                       |
| 32                                  | (6)                      | Cộng hòa Séc                            | 0.889                               | 0.20%                                       |
| 33                                  | (2)                      | Hy Lạp                                  | 0.887                               | 0.19%                                       |
| 34                                  | (1)                      | Ba Lan                                  | 0.876                               | 0.37%                                       |
| 35                                  | (3)                      | Bahrain                                 | 0.875                               | 0.73%                                       |
| 35                                  | (1)                      | Lithuania                               | 0.875                               | 0.35%                                       |
| 35                                  | (2)                      | Ả Rập Xê Út                             | 0.875                               | 0.64%                                       |
| 38                                  | (2)                      | Bồ Đào Nha                              | 0.866                               | 0.40%                                       |
| 39                                  | (1)                      | Latvia                                  | 0.863                               | 0.42%                                       |
| 40                                  | (6)                      | Andorra                                 | 0.858                               | 0.11%                                       |
| 40                                  | (5)                      | Croatia                                 | 0.858                               | 0.40%                                       |
| 42                                  | (1)                      | Chile                                   | 0.855                               | 0.46%                                       |
| 42                                  | (1)                      | Qatar                                   | 0.855                               | 0.23%                                       |
| 44                                  | NA                       | San Marino                              | 0.853                               | NA                                          |
| 45                                  | (5)                      | Slovakia                                | 0.848                               | 0.09%                                       |
| 46                                  | (1)                      | Hungary                                 | 0.846                               | 0.20%                                       |
| 47                                  | (4)                      | Argentina                               | 0.842                               | 0.09%                                       |
| 48                                  | (6)                      | Thổ Nhĩ Kỳ                              | 0.838                               | 1.03%                                       |
| 49                                  | (3)                      | Montenegro                              | 0.832                               | 0.27%                                       |
| 50                                  | (1)                      | Kuwait                                  | 0.831                               | 0.20%                                       |
| 51                                  | (3)                      | Brunei                                  | 0.829                               | 0.01%                                       |
| 52                                  | (2)                      | Nga                                     | 0.822                               | 0.29%                                       |
| 53                                  | (4)                      | Romania                                 | 0.821                               | 0.16%                                       |
| 54                                  | (3)                      | Oman                                    | 0.816                               | 0.32%                                       |
| 55                                  | (2)                      | Bahamas                                 | 0.812                               | 0.00%                                       |
| 56                                  | (4)                      | Kazakhstan                              | 0.811                               | 0.51%                                       |
| 57                                  | (2)                      | Trinidad và Tobago                      | 0.810                               | 0.23%                                       |
| 58                                  | (4)                      | Costa Rica                              | 0.809                               | 0.43%                                       |
| 58                                  | Giữ nguyên               | Uruguay                                 | 0.809                               | 0.25%                                       |
| 60                                  | (3)                      | Belarus                                 | 0.808                               | 0.21%                                       |
| 61                                  | Giữ nguyên               | Panama                                  | 0.805                               | 0.37%                                       |
| 62                                  | (1)                      | Malaysia                                | 0.803                               | 0.39%                                       |
| 63                                  | (7)                      | Georgia                                 | 0.802                               | 0.50%                                       |
| 63                                  | (2)                      | Mauritius                               | 0.802                               | 0.55%                                       |
| 63                                  | (4)                      | Serbia                                  | 0.802                               | 0.41%                                       |
| 66                                  | (6)                      | Thái Lan                                | 0.800                               | 0.75%                                       |